# ربکا میلر
ربکا آگوستا میلر، لیدی دی-لوئیس (انگلیسی: Rebecca Augusta Miller, Lady Day-Lewis؛ زادهٔ ۱۵ سپتامبر ۱۹۶۲) نویسنده، کارگردان و بازیگر آمریکایی است. او دختر نمایش‌نامه‌نویس آرتور میلر از سومین همسرش، عکاس اینگه مورات است. میلر برای فیلم‌های تصنیف جک و رز (۲۰۰۵)، زندگی شخصی پیپا لی (۲۰۰۹) و طرح مگی (۲۰۱۵) که او آن‌ها را کارگردانی کرده، شناخته می‌شود.

## زندگی شخصی

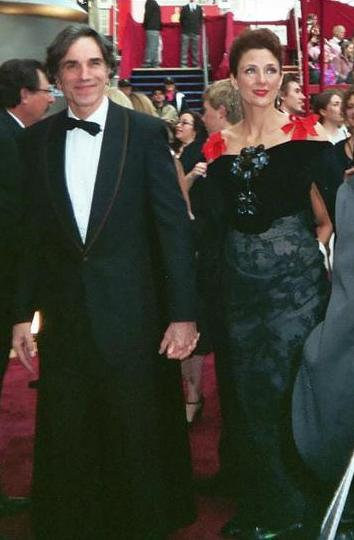
میلر و همسرش دنیل دی-لوئیس در جوایز اسکار ۲۰۰۸

میلر نخستین بار همسر آینده‌اش، بازیگر دنیل دی-لوئیس، را در نمایشی از اقتباس سینمایی نمایش‌نامهٔ پدرش، بوته آزمایش، ملاقات کرد. میلر و دی-لوئیس در ۱۳ نوامبر ۱۹۹۶ ازدواج کردند. آنها دو پسر دارند: رونان (زادهٔ ۱۹۹۸) و کشل (زادهٔ ۲۰۰۲). میلر نامادری پسر ارشد دی لوئیس، گابریل کین دی-لوئیس (زادهٔ ۱۹۹۵) از رابطه قبلی دی-لوئیس با ایزابل آجانی است.

## فیلم‌شناسی

### فیلم‌ساز
| سال  | عنوان               | کارگردان | نویسنده | تهیه‌‌کننده | توضیحات |
| ---- | ------------------- | -------- | ------- | --------- | ------- |
| ۱۹۹۵ | آنجلا               | آری      | آری     |           |         |
| ۲۰۰۲ | سرعت شخصی: سه پرتره | آری      | آری     |           |         |
| ۲۰۰۵ | تصنیف جک و رز       | آری      | آری     |           |         |
| ۲۰۰۵ | برهان               |          | آری     |           |         |
| ۲۰۰۹ | زندگی شخصی پیپا لی  | آری      | آری     |           |         |
| ۲۰۱۵ | طرح مگی             | آری      | آری     | آری       |         |
| ۲۰۱۷ | آرتور میلر: نویسنده | آری      | آری     |           |         |
| ۲۰۲۳ | او نزد من آمد       | آری      | آری     | آری       |         |